# نسر (إله)

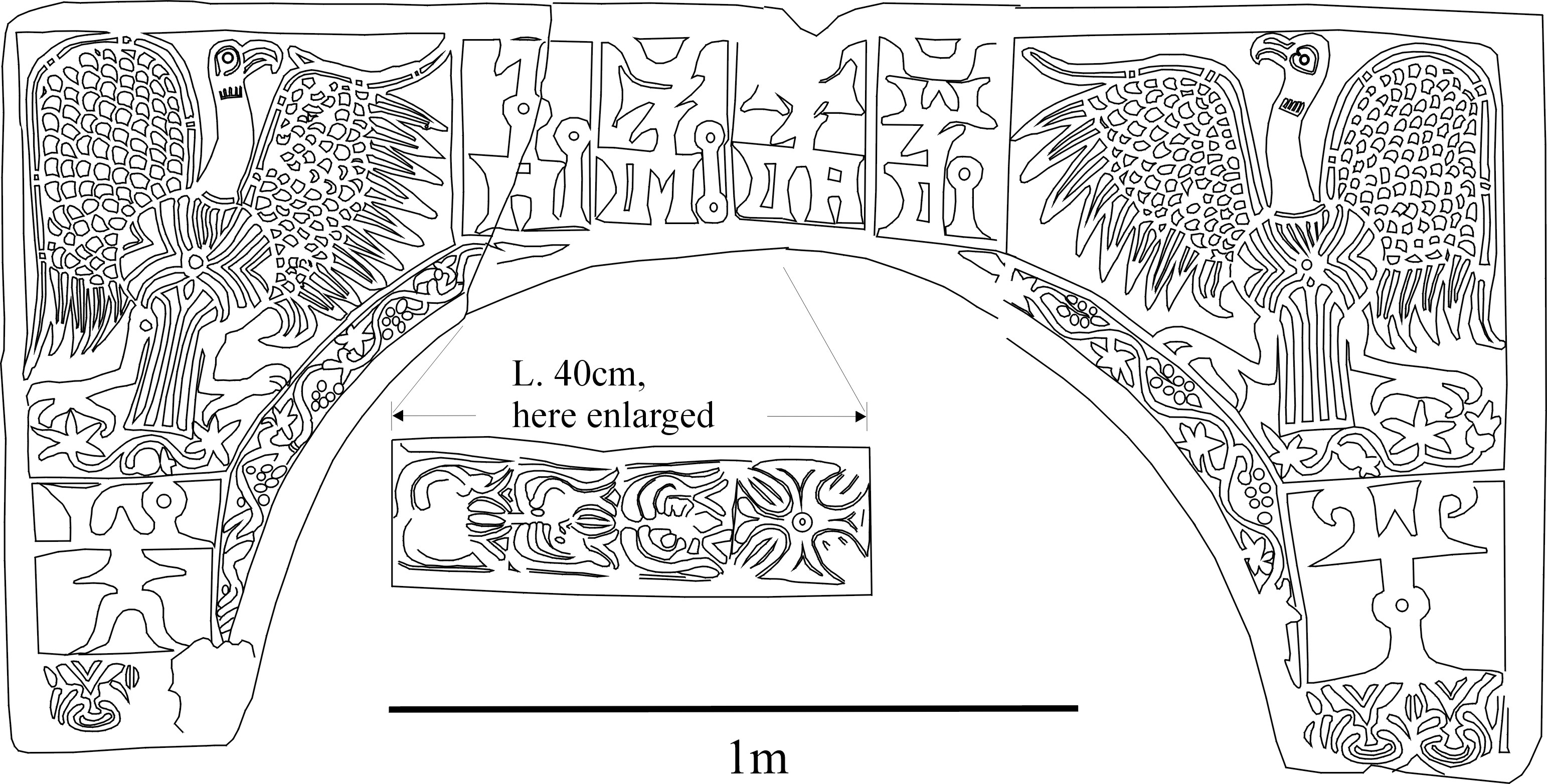
نسر، نقوش من حمير

نسر هو أحد آلهة عرب الجنوب قبل الإسلام.

## في المصادر الإسلامية
كان نسر أحد أصنام قوم نوح، حيث ورد ذكره في النص القرآني في نهاية الآية 23 من سورة نوح ﴿وَقَالُوا لَا تَذَرُنَّ آلِهَتَكُمْ وَلَا تَذَرُنَّ وَدًّا وَلَا سُوَاعًا وَلَا يَغُوثَ وَيَعُوقَ وَنَسْرًا ۝٢٣﴾ [نوح:23]. وبحسب المصادر الإسلامية فإن عمرو بن لحي كأن أول من أظهره في مكة، وكان صنم نسر يشبه في شكله النسر. ويصف ابن الكلبي في كتاب الأصنام معبد نسر في بلخا.

## في النقوش
ظهر إله يدعى "نسور" في نقش سبئي، وعثر الباحثون على نقوش تصور النسور في جنوب الجزيرة العربية، بما في ذلك في مصنعة مارية وهَدَّات جُلَيس، ويظهر اسم نسر في الأسماء المركبة من آلهة. ويقارنه بعض الباحثين بالإله شمش الذي يظهر أحياناً في شكل نسر في مملكة الحضر. ويرى سبنسر ترمنجهام أن الإله نسر كان رمزاً للشمس.